# Musée des Beaux-Arts de Rouen
Pour les articles homonymes, voir Musée des Beaux-Arts.
Le musée des Beaux-Arts de Rouen est un établissement muséographique situé dans le centre-ville de Rouen, en Normandie. C'est l'un des plus riches musées du genre en province.
Créé dans le sillage de la Révolution française en 1801, il comporte une très vaste collection de peintures, de sculptures et d'arts graphiques qui fait de ce musée l'un des principaux de France.
Ses nombreuses expositions d'envergure majeure contribuent à sa réputation.

## Histoire
Le musée des Beaux-Arts de Rouen a été créé par le décret Chaptal de 1801 sous le Consulat de Napoléon Bonaparte. Modestes au départ, ses collections se sont considérablement enrichies au cours du XIXe siècle. Cité en 1878 comme « le plus complet après celui de Paris », il compte aujourd'hui encore une collection d'une richesse et d'une ampleur considérées comme exceptionnelles. Doté de huit mille œuvres, son cabinet d'arts graphiques bénéficie d'une réputation internationale. Des ressources en ligne – dossiers pédagogiques et livret jeune public – aident à préparer sa visite.
Ses collections permanentes se déploient sur soixante salles, les XVIIe et XIXe siècles y étant particulièrement bien représentés.
En plus de la présentation de ses collections, le musée des Beaux-Arts organise plusieurs expositions par an. Certaines ont un retentissement international et participent de sa réputation. En 2006, par exemple, le musée, ayant présenté huit expositions temporaires, parmi lesquelles les « Chefs-d'œuvre des musées de Florence », a fait passer le nombre de visiteurs de 87 000 à 154 000. En 2010, dans le cadre du festival Normandie impressionniste, l'exposition « Une ville pour l'impressionnisme : Monet, Pissarro et Gauguin à Rouen » a attiré plus de 240 000 visiteurs, ce qui en a fait le clou du festival.
Le musée des Beaux-Arts de Rouen est l'un des principaux musées de région de France. Il se situe au cœur de la ville, face au square Verdrel, dans un bâtiment dont la rénovation complète s'est achevée en 1994.

## Bâtiment

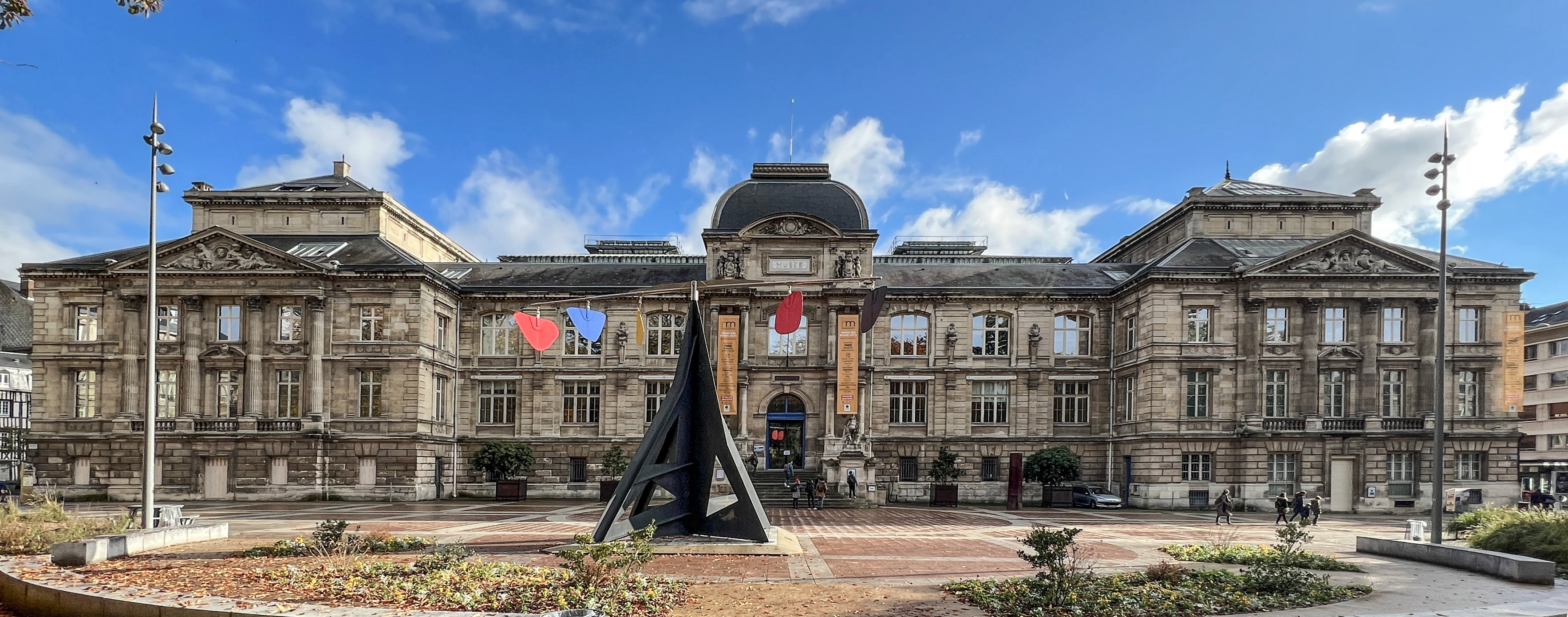
Le musée des Beaux-Arts de Rouen.

Le bâtiment du musée des Beaux-Arts, se trouve au cœur de la ville.
L'édifice initial, dû à l'architecte Louis Sauvageot, a été réalisé en deux étapes : une première aile est construite de 1877 à 1880 le long de la rue Thiers ; la seconde aile ainsi que le bâtiment central et la bibliothèque sont construits de 1884 à 1888. L'entrée principale du musée est encadrée par deux statues du sculpteur Joseph Tournois représentant Nicolas Poussin et Michel Anguier, deux artistes natifs de la Normandie. Les frontons latéraux de la façade principale sont l'œuvre du sculpteur Auguste Bartholdi.
Les collections en ayant été évacuées avant juin 1940 par son conservateur Fernand Guey, l'aile gauche du musée est touchée par les effets de la Seconde Guerre mondiale. En 1956, vingt-sept des quarante salles sont rouvertes au public.
La rénovation complète du bâtiment s'achève en 1994.

## Collections
Le musée rassemble une collection de peintures, sculptures, dessins et objets d'art du XVe siècle à nos jours, dont notamment une rare collection d'icônes russes du XVIe siècle au début du XIXe siècle.
Parmi ses richesses, le musée possède notamment un exceptionnel ensemble de toiles provenant de la donation François Depeaux de 1909, ce qui le place au premier rang des musées français de province pour l'impressionnisme avec le musée d'art moderne André-Malraux du Havre. Le cabinet des dessins, quant à lui, conserve plus de 8 000 pièces de la Renaissance au XXe siècle.

### Peinture

#### XVesiècleetXVIesiècle
- La peinture italienne de la Renaissance est illustrée par quelques grands noms comme celui du Pérugin (3 peintures issues de la prédelle d'un retable démembré : L'Adoration des mages, Le Baptême du Christ et La Résurrection du Christ), de Véronèse (Saint-Barnabé guérissant les malades et Le Christ arrêtant la peste à la prière de la Vierge, de Saint Jean-Baptiste, de Saint Roch et de Saint Sébastien), Giampietrino, Jacopo Bassano, Lavinia Fontana, Palma le Jeune (Le Couronnement d'épines) ou encore Annibale Carracci (Autoportrait).
- Pour la peinture des écoles françaises, flamandes et hollandaises, se distinguent des œuvres de Gérard David (La Vierge entre les vierges), Louis Bréa, François Clouet, Pieter Aertsen (L'Adoration des bergers), Maarten de Vos (6 panneaux faisant partie de la Suite d'Eliézer et Rébecca), Abraham Bloemaert.

- XVe et XVIe siècles

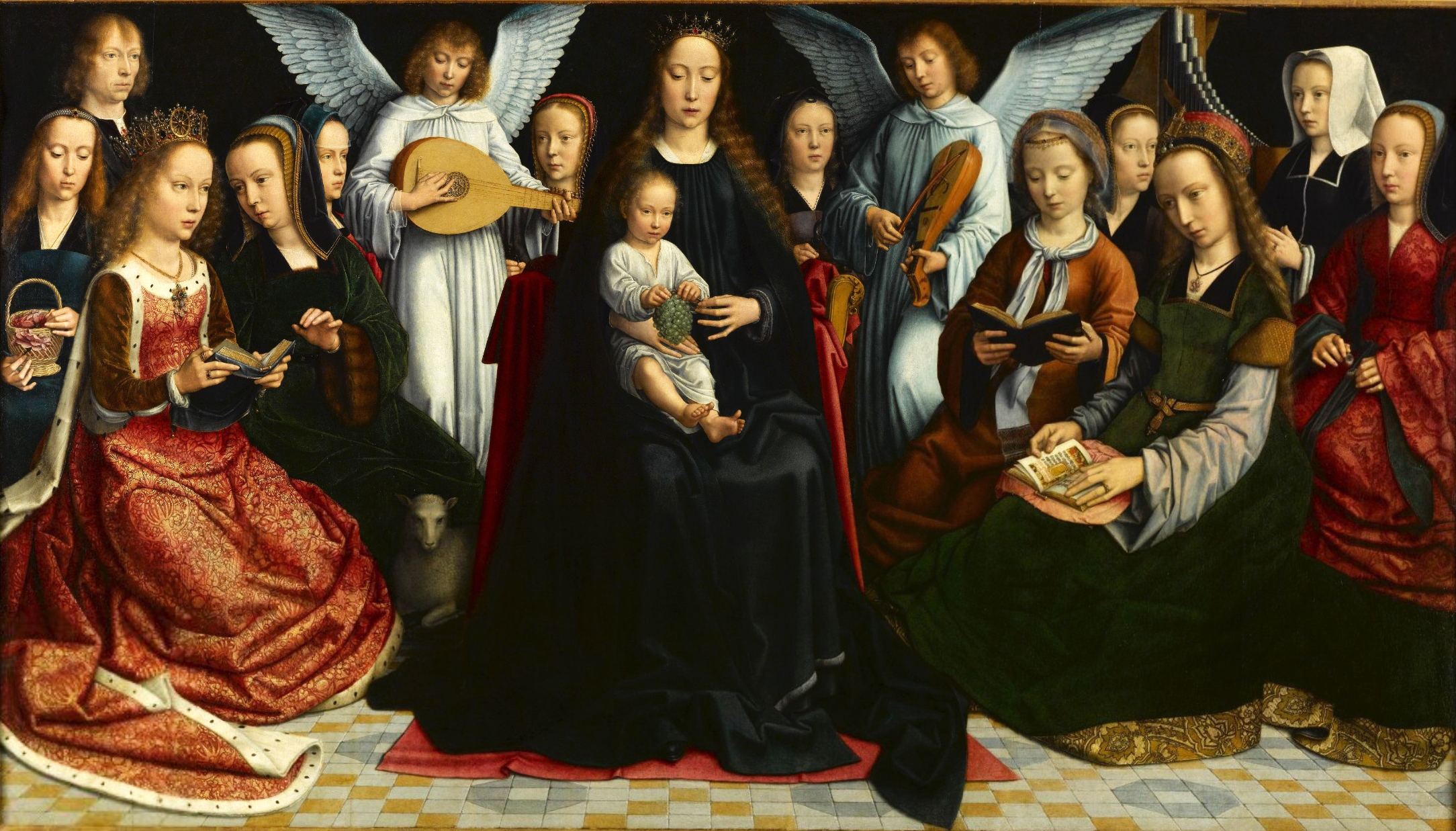
Gérard David, La Vierge entre les vierges (1509).
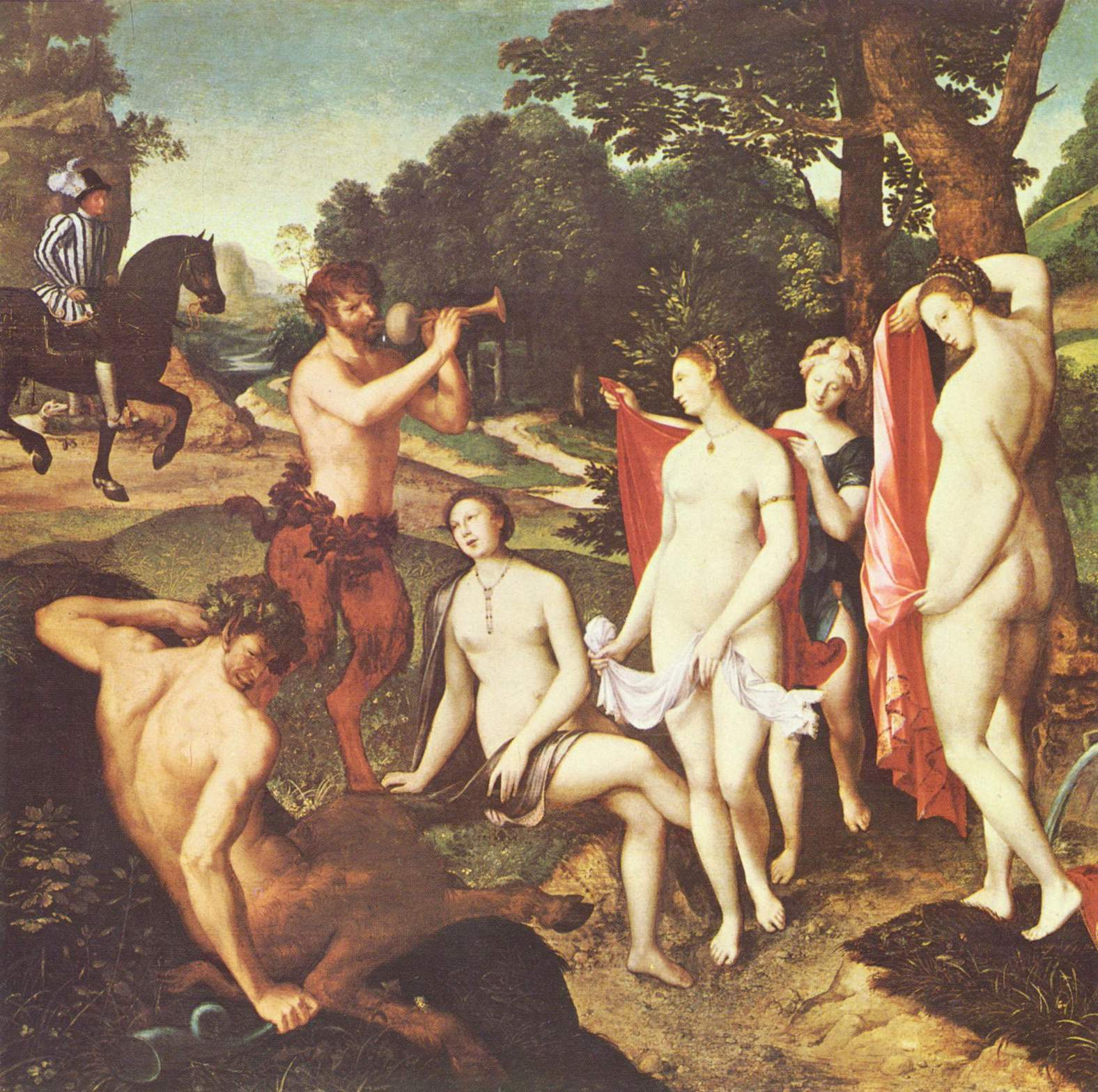
François Clouet, Le Bain de Diane (~1558).

#### XVIIesiècle

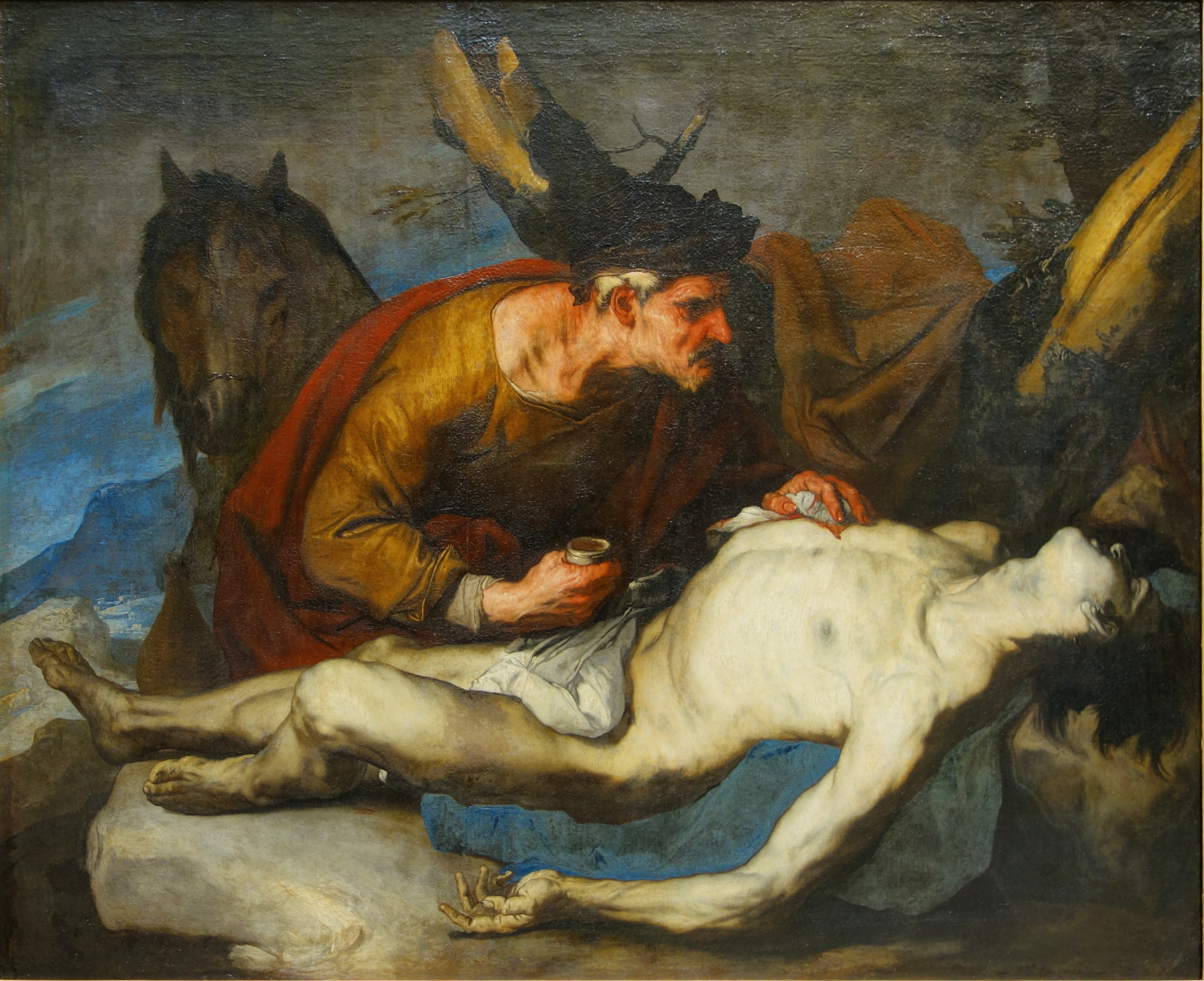
Le Bon Samaritain par Luca Giordano, vers 1650.

La peinture du XVIIe siècle est l'un des points forts de la collection tant par le nombre, la qualité et la diversité des œuvres présentées qui reflètent la production de toutes les grandes écoles européennes de peinture du siècle : 
- La peinture du siècle d'or espagnol est présente avec justement un chef-d'œuvre de Vélasquez (Démocrite) dont les tableaux sont rares en France, et des peintures de Jusepe de Ribera et Francisco de Herrera le Vieux entre autres.
- La peinture italienne est bien illustrée avec ici encore un autre chef-d'œuvre, celui du Caravage, avec son Christ à la colonne. On retrouve aussi pour l'art d'Italie des peintures du Guerchin, de Bernardo Strozzi, Sisto Badalocchio, Daniele Crespi (Le Christ mort soutenu par un ange), Mattia Preti, Carlo Maratta (Amours jouant avec des guirlandes de fleurs, peint en collaboration avec Mario Nuzzi), Giuseppe Recco, Michelangelo Cerquozzi (deux natures mortes) ou encore de Luca Giordano (Le Bon Samaritain), etc.
- La peinture française est amplement représentée, notamment avec des peintres célèbres originaires de Normandie comme Nicolas Poussin (avec Vénus montrant ses armes à Énée, Saint Denis l'Aréopagite et L’orage) ou Jean Jouvenet (La Présentation de Jésus au temple). On retrouve également les noms de Philippe de Champaigne, Simon Vouet (Saint Louis enlevé au ciel), Pierre Mignard, Nicolas Régnier (Saint Sébastien soigné par Irène), Matthieu Le Nain, Claude Vignon, Jacques Blanchard, Jacques Stella (Sainte Anne conduisant la Vierge au temple), Sébastien Bourdon, Laurent de La Hyre (La Descente de Croix), Eustache Le Sueur, Charles Le Brun, Noël Coypel, Joseph Parrocel, Charles de La Fosse, Nicolas de Largillierre, Louis de Boullogne (Cérès), François de Troy etc.
- La peinture flamande et hollandaise du siècle d'or est à l'honneur avec de nombreuses œuvres des différents genres pratiqués à l'époque (peintures religieuses flamandes, natures mortes hollandaises, scènes de genre, paysages, portraits) avec Pierre-Paul Rubens (L'Adoration des bergers), Antoine van Dyck (Portrait d'une dame), Judith Leyster (Le Tour de cartes), Jan Lievens, Jan van Goyen (quatre tableaux de marines), Gabriel Metsu, Gerard ter Borch, Jan Steen, Nicolaes Berchem (Concert sur une place publique), Cornelis Norbertus Gysbrechts (Trompe-l'œil au carnet de dessins), Willem Kalf (Nature morte à la gourde renversée), Otto Marseus van Schrieck, Jan Davidsz de Heem, Thomas de Keyser, Leonard Bramer, David Teniers le Jeune ou encore Matthias Stom.
- Enfin un rare exemple de peinture anglaise du XVIIe siècle est conservé au musée avec le tableau de John Michael Wright représentant Henry Arundel et sa femme Cecily au pied de la croix, autrefois au couvent des Gravelines à Rouen et ayant fait l'objet d'un transfert.

Peintures du XVIIe siècle
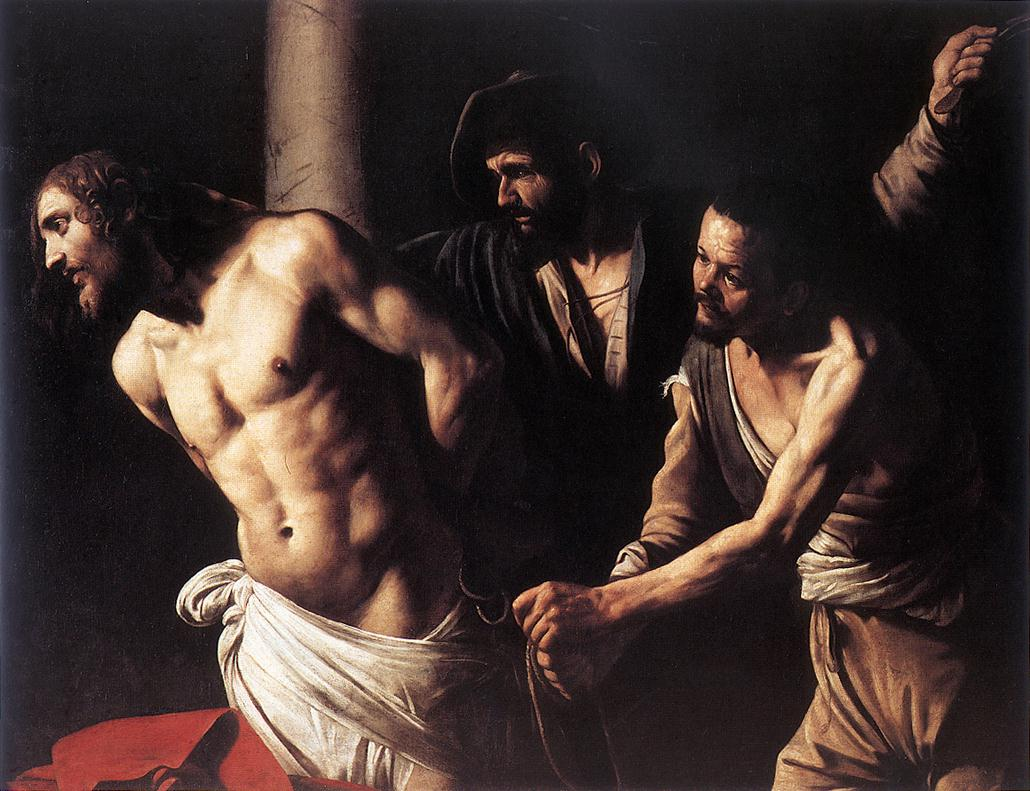
Le Caravage, Le Christ à la colonne, 1607.
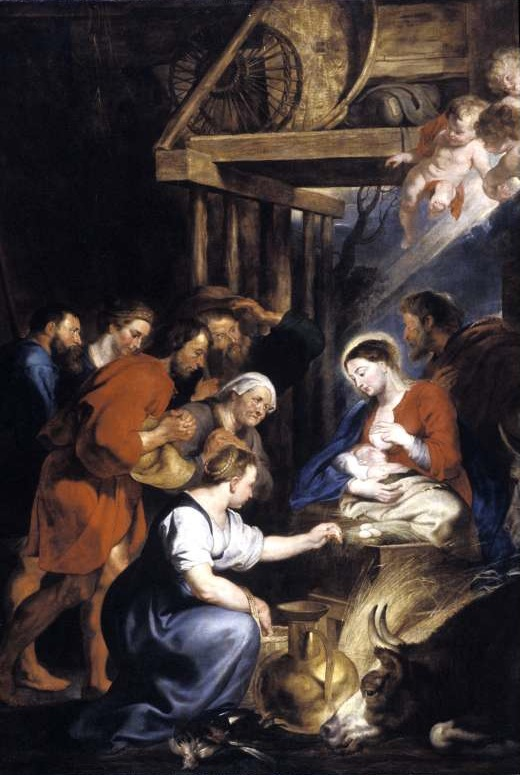
Rubens, L'Adoration des bergers, 1615.
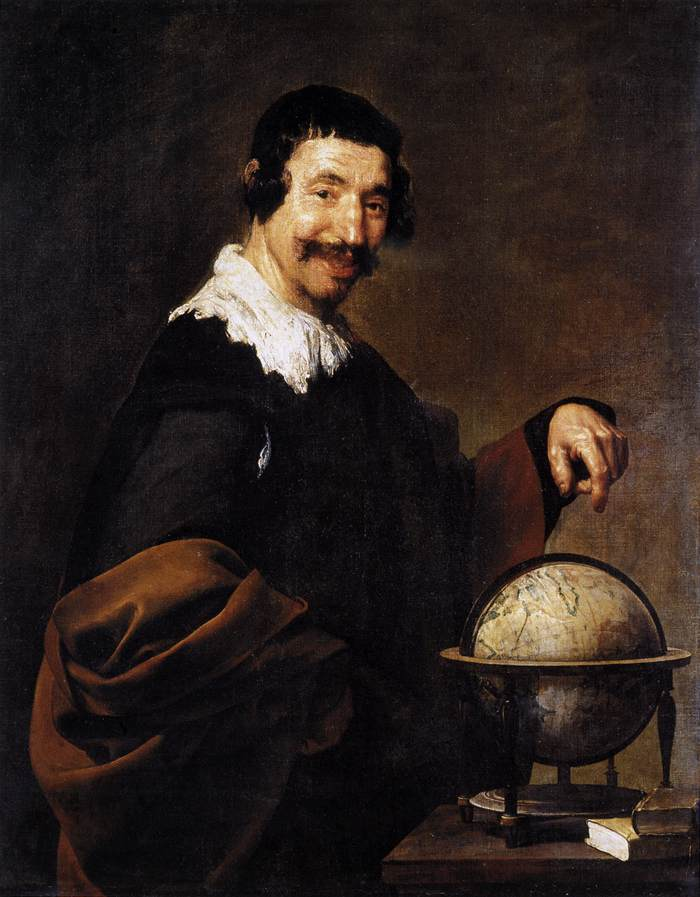
Diego Velázquez, Démocrite, 1629.
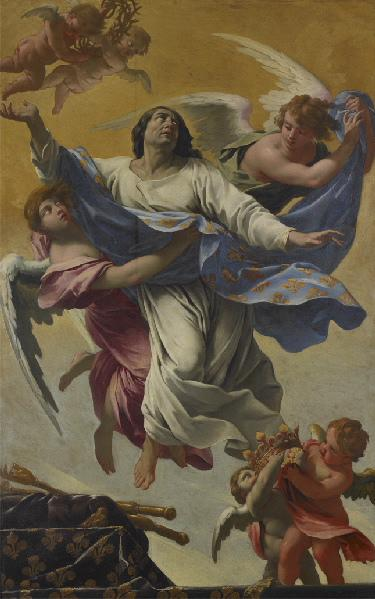
Simon Vouet, Saint Louis enlevé au ciel, (1642-43)

#### XVIIIesiècle
- La peinture française est bien représentée pour ce siècle également, notamment à travers des scènes de genres mais aussi le paysage, le portrait et les scènes religieuses et historiques, et cela des temps du rococo jusqu'au développement du néo-classicisme. On peut ainsi voir des œuvres de peintres tels que Hyacinthe Rigaud, Alexandre-François Desportes, François Boucher (Le Mariage de Psyché et de l'Amour), Jean-François de Troy, Jean-Baptiste Oudry (Chasse au chevreuil), Carle Van Loo (Vierge à l'Enfant, 1738), Charles-Joseph Natoire, Jean-Marc Nattier, Nicolas Lancret (Les Baigneuses), Jean-Honoré Fragonard (Les Blanchisseuses), Hubert Robert (Monuments et ruines à la colonne), Claude Joseph Vernet, Joseph-Marie Vien, Jean-Baptiste-Marie Pierre (La Fuite en Egypte) ou encore François-André Vincent.
- Pour la peinture italienne, on retrouve entre autres les vénitiens Francesco Guardi (Architecture de fantaisie : villa avec terrasse et jardin) et Pietro Longhi, Giovanni Paolo Panini et le napolitain Gaspare Traversi (La Partie de cartes et Le Concert).

Peintures du XVIIIe siècle :

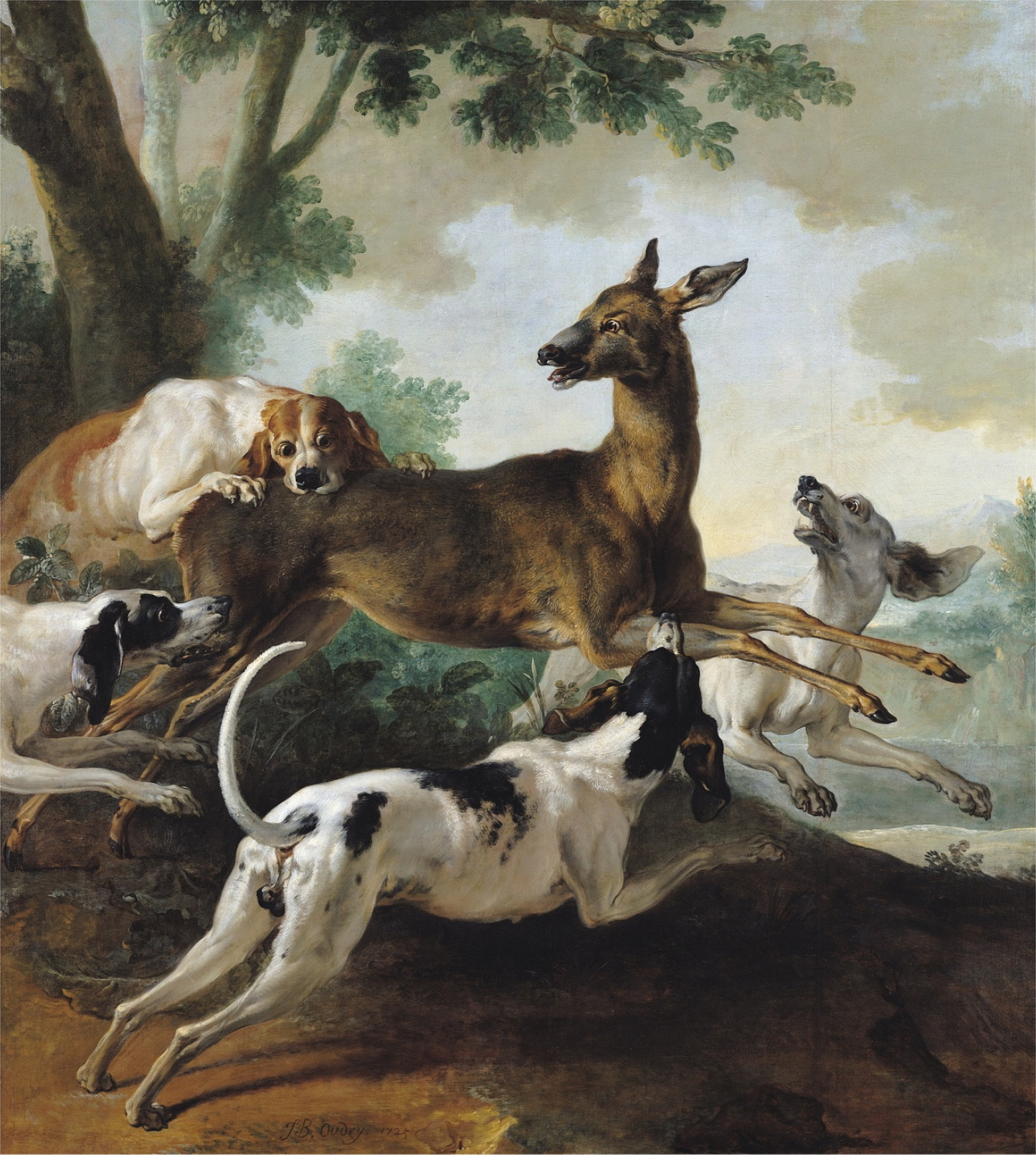
Jean-Baptiste Oudry, Chasse au chevreuil, 1725.
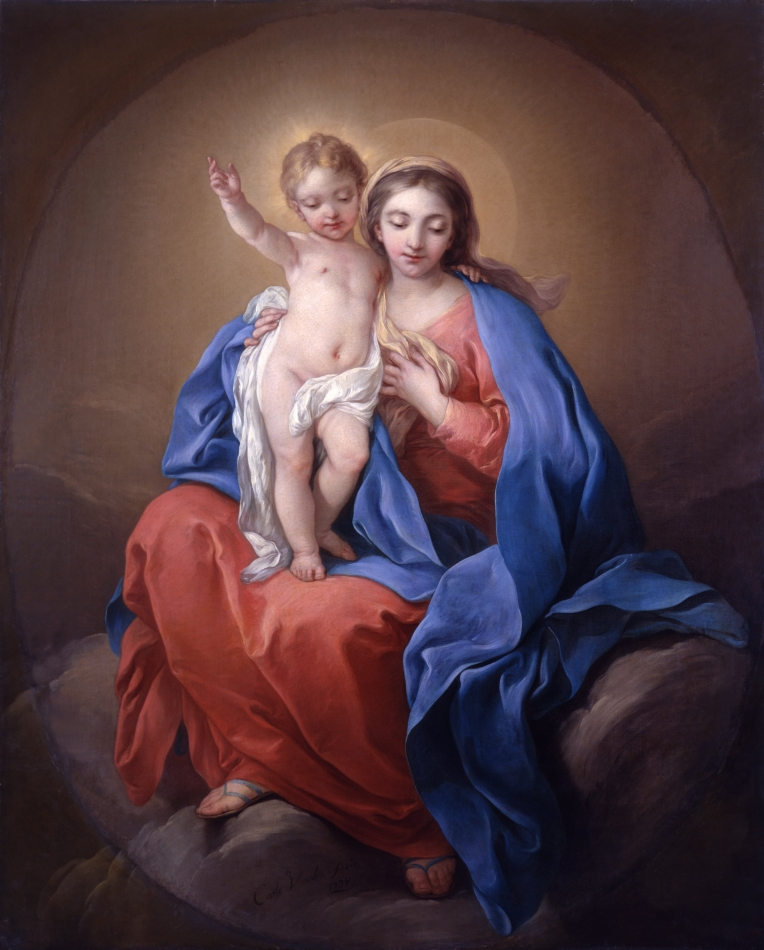
Carle van Loo, Vierge à l'enfant, 1738.
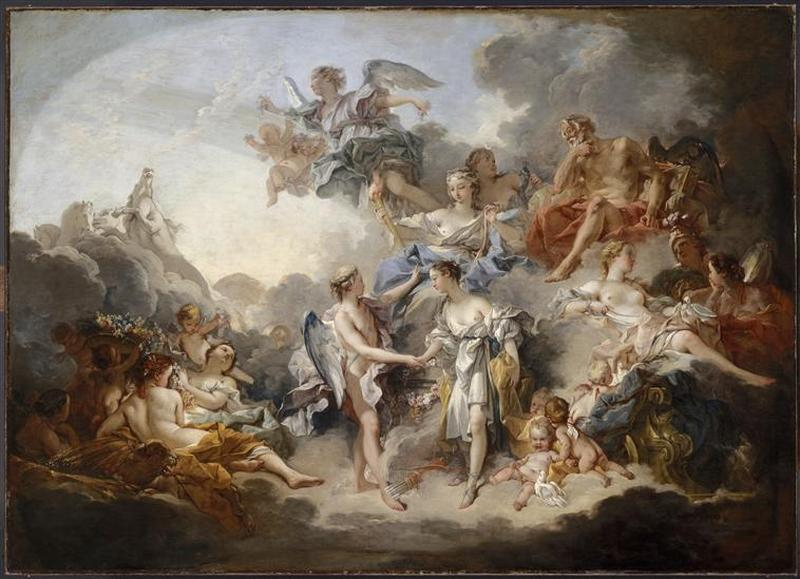
François Boucher, Le Mariage de Psyché et de l'Amour, 1744.

#### XIXesiècle
La peinture française du XIXe siècle, alors prédominante sur la scène européenne par son influence et ses innovations, est l'autre point d'orgue des collections du musée des Beaux-Arts, notamment pour la période impressionniste, quand la Normandie et Rouen attiraient de nombreux peintres d'avant-garde :
- La première tranche du siècle comprend des peintures d'Élisabeth Vigée Le Brun, Jacques-Louis David, Joseph-Désiré Court (Le Martyre de sainte Agnès), Jean-Auguste-Dominique Ingres (Portrait de Madame Aymon, dite « la Belle Zélie »), Louis-Léopold Boilly, Eugène Delacroix (La Justice de Trajan, Portrait de Delacroix, peintre et Ruines de la chapelle de l’abbaye de Valmont), Théodore Chassériau et Jean-Baptiste Camille Corot (Un matin à Ville-d'Avray, l'étang au bouleau devant les villas notamment), Jean-François Millet… Théodore Géricault, natif de Rouen, est présent avec un ensemble exceptionnel de 11 peintures dont Cheval cabré au tapis de selle rouge, Cheval arrêté par des esclaves et Morceaux anatomiques.

XIXe siècle (début)
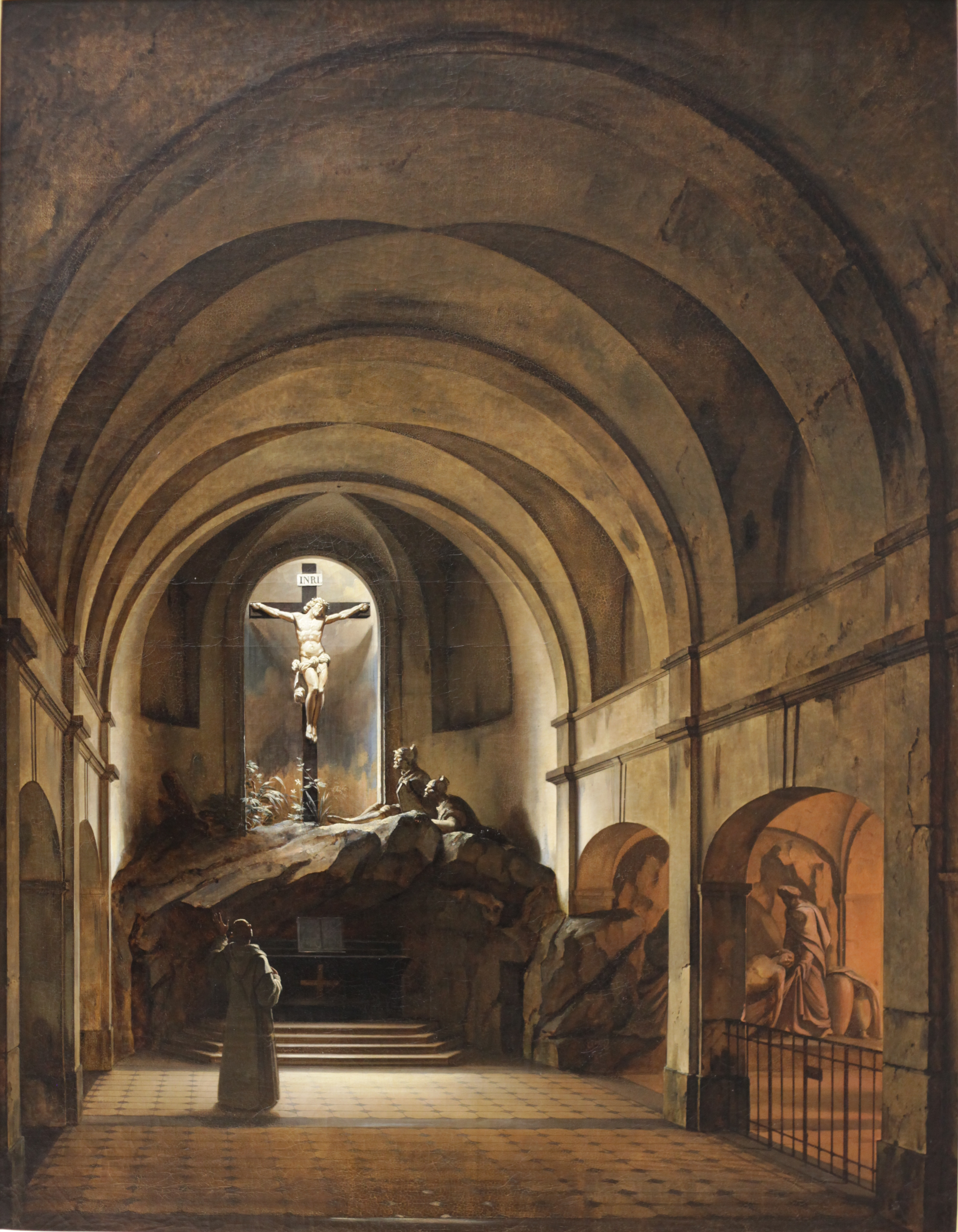
Charles Marie Bouton, Chapelle du Calvaire dans l'église Saint-Roch, 1817.
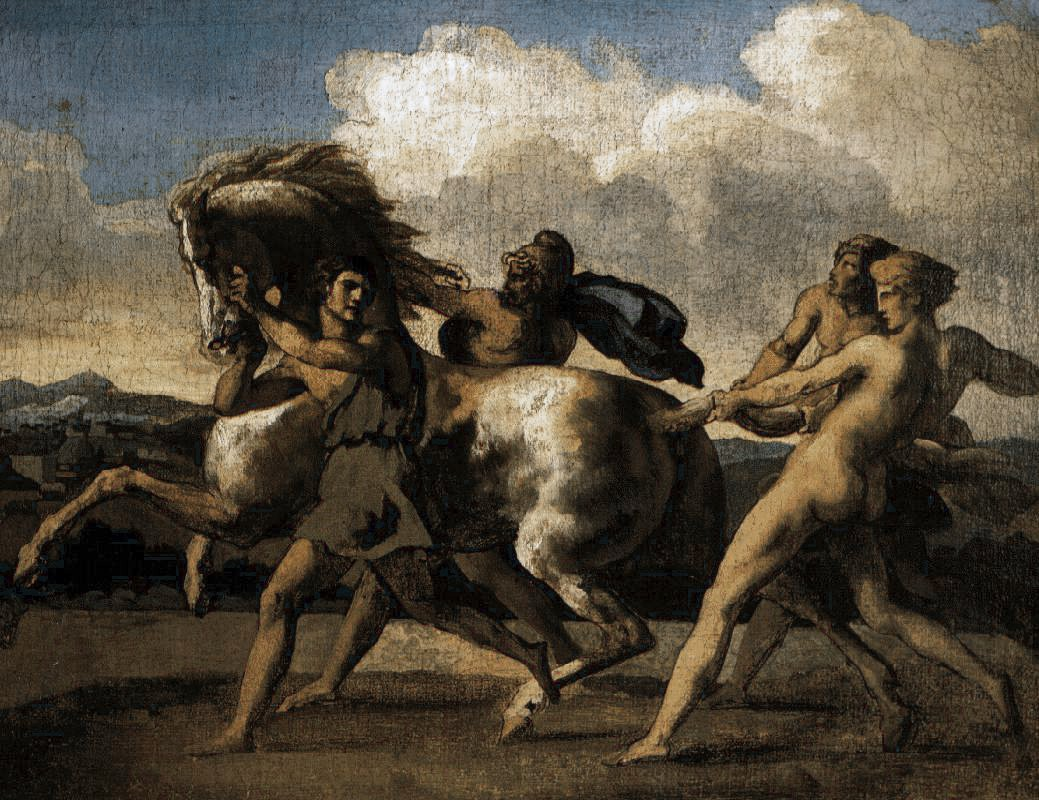
Théodore Géricault, Cheval arrêté par des esclaves, 1817.
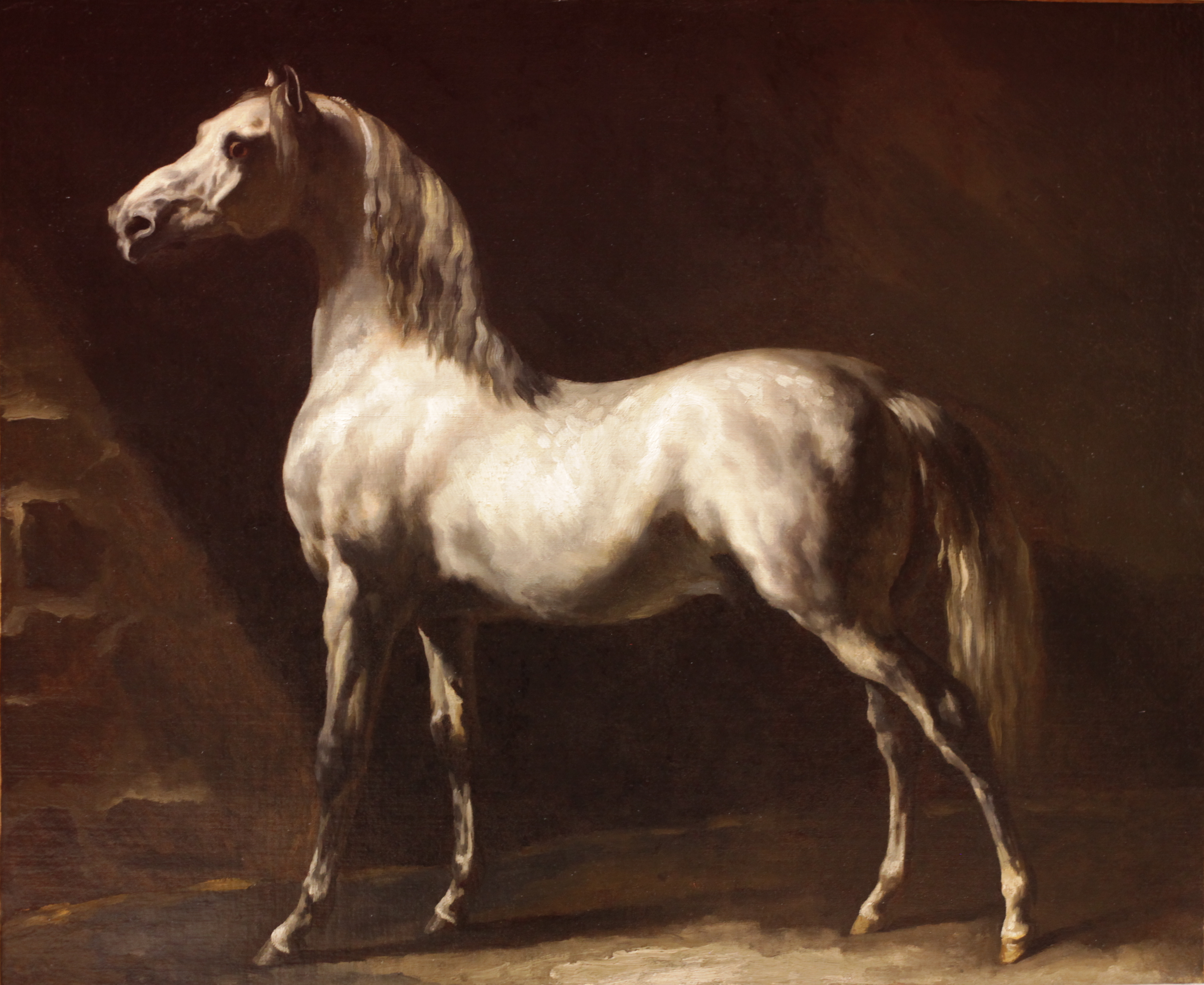
Théodore Géricault, Cheval arabe gris-blanc, avant 1824.
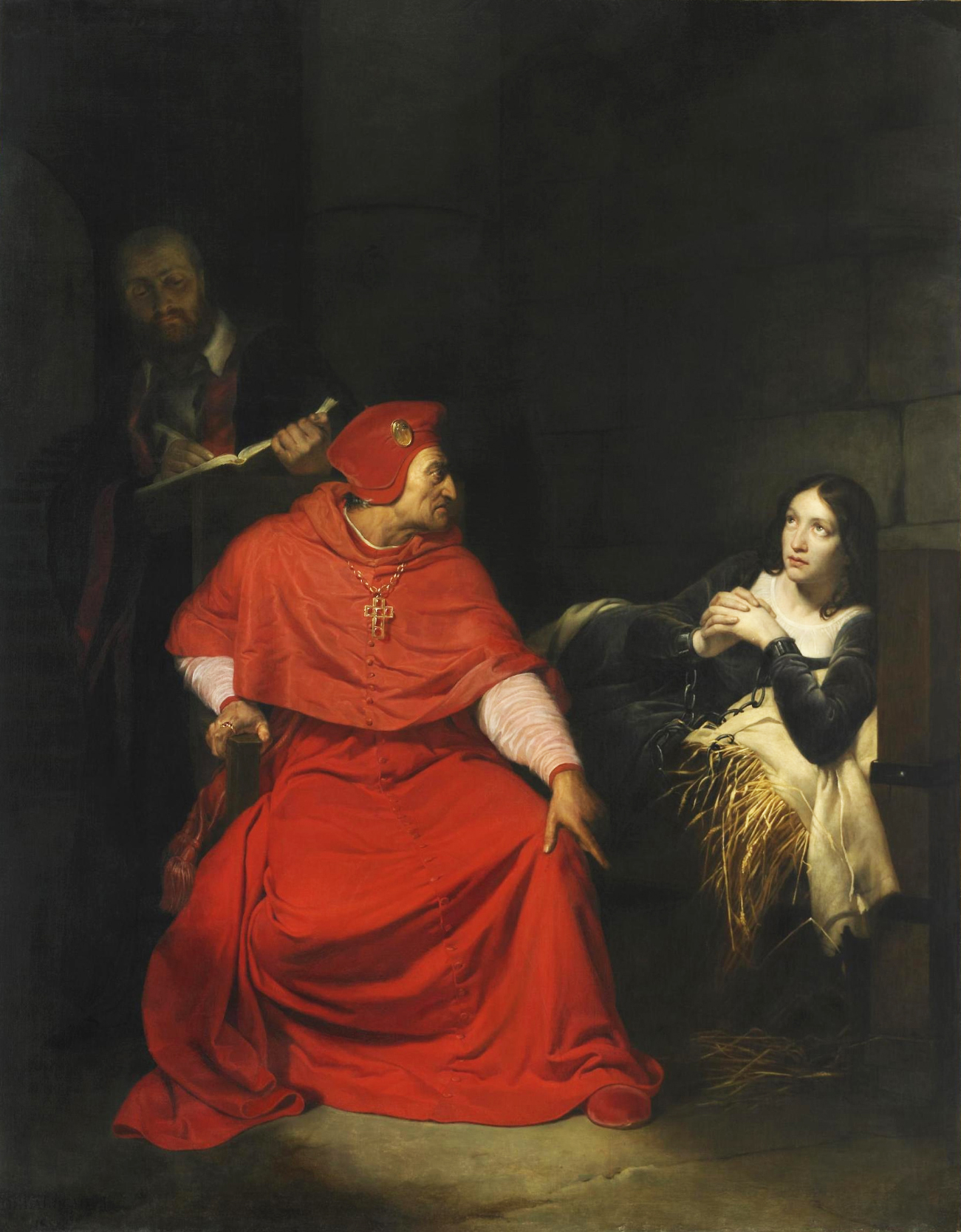
Paul Delaroche, Jeanne d’Arc est interrogée par le cardinal de Winchester dans sa prison, 1824.

- Les développements de la peinture impressionniste, du symbolisme puis des courants dits post-impressionnistes sont illustrés avec les plus grands noms et des œuvres majeures. Claude Monet, qui peignit sa vie durant la vallée de la Seine de Giverny jusqu'au Havre, est présent avec pas moins de onze peintures dont La Cathédrale de Rouen, le portail et la tour d'Albane, temps gris, issue de la célèbre série des vues de la cathédrale de Rouen. On retrouve également Gustave Caillebotte, avec la célèbre toile Dans un café, Johan Barthold Jongkind, Eugène Boudin, Edgar Degas, Henri Fantin-Latour, Pierre Puvis de Chavannes, Gustave Doré, Gustave Moreau, Alfred Sisley avec dix peintures, Armand Guillaumin, Clémentine Ballot, Auguste Renoir, Camille Pissarro, Albert Lebourg, Félix Vallotton, Louise Catherine Breslau (avec l'œuvre Chez soi ou Intimité[11]) et bien d'autres peintres encore.

XIXe siècle (fin)
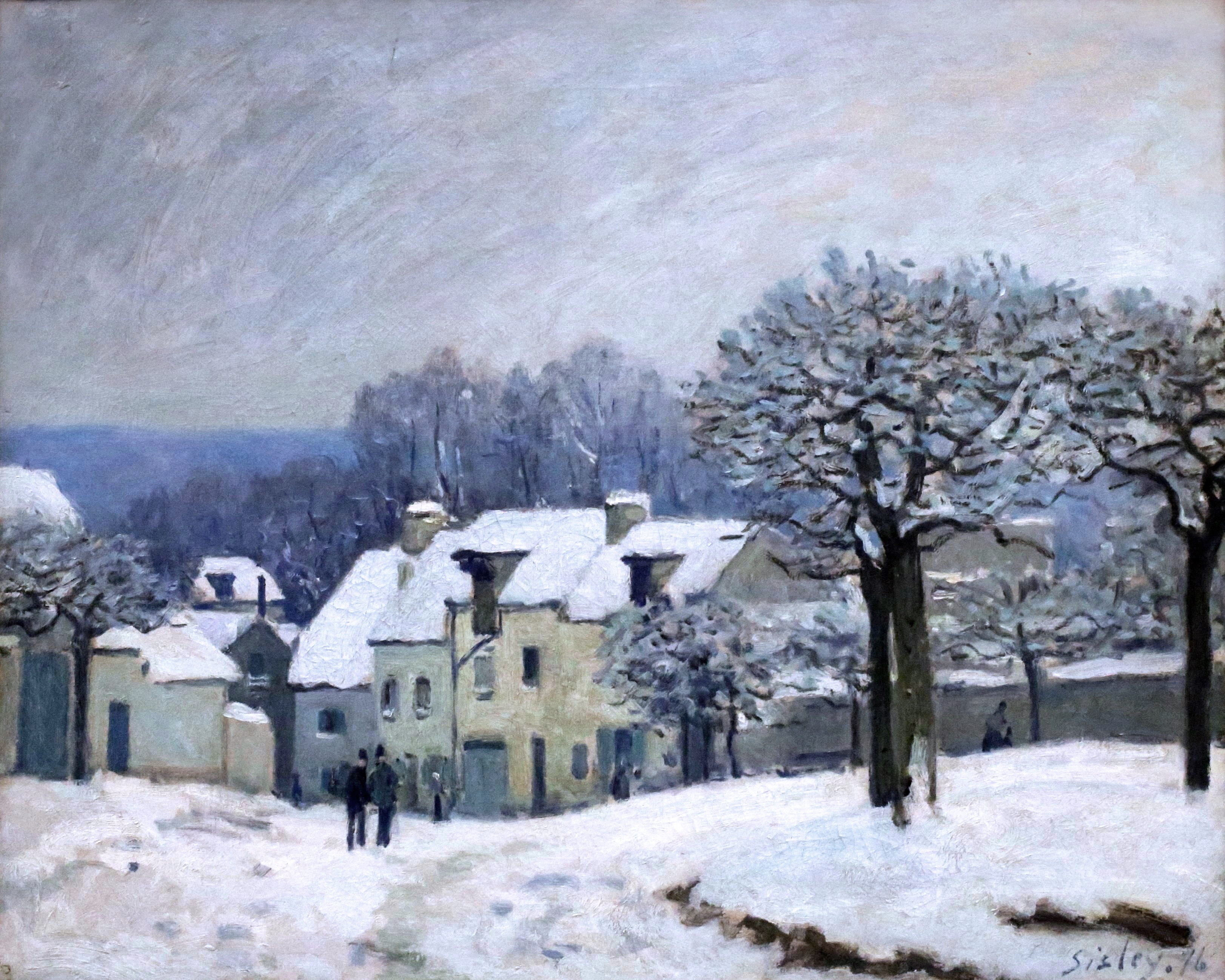
Alfred Sisley, La Place du Chenil à Marly, effet de neige, 1876.
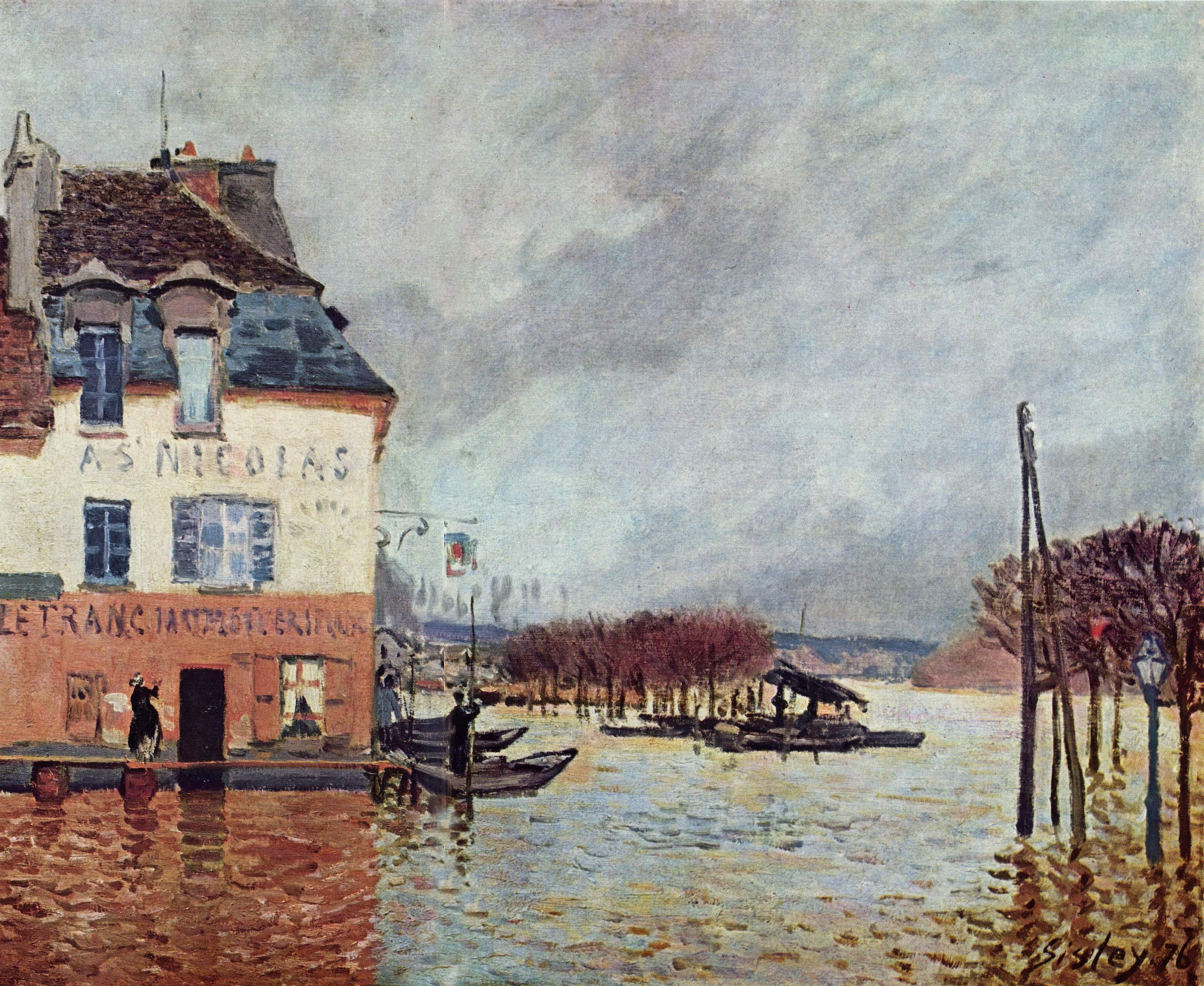
Alfred Sisley, L'Inondation à Port-Marly, 1876.
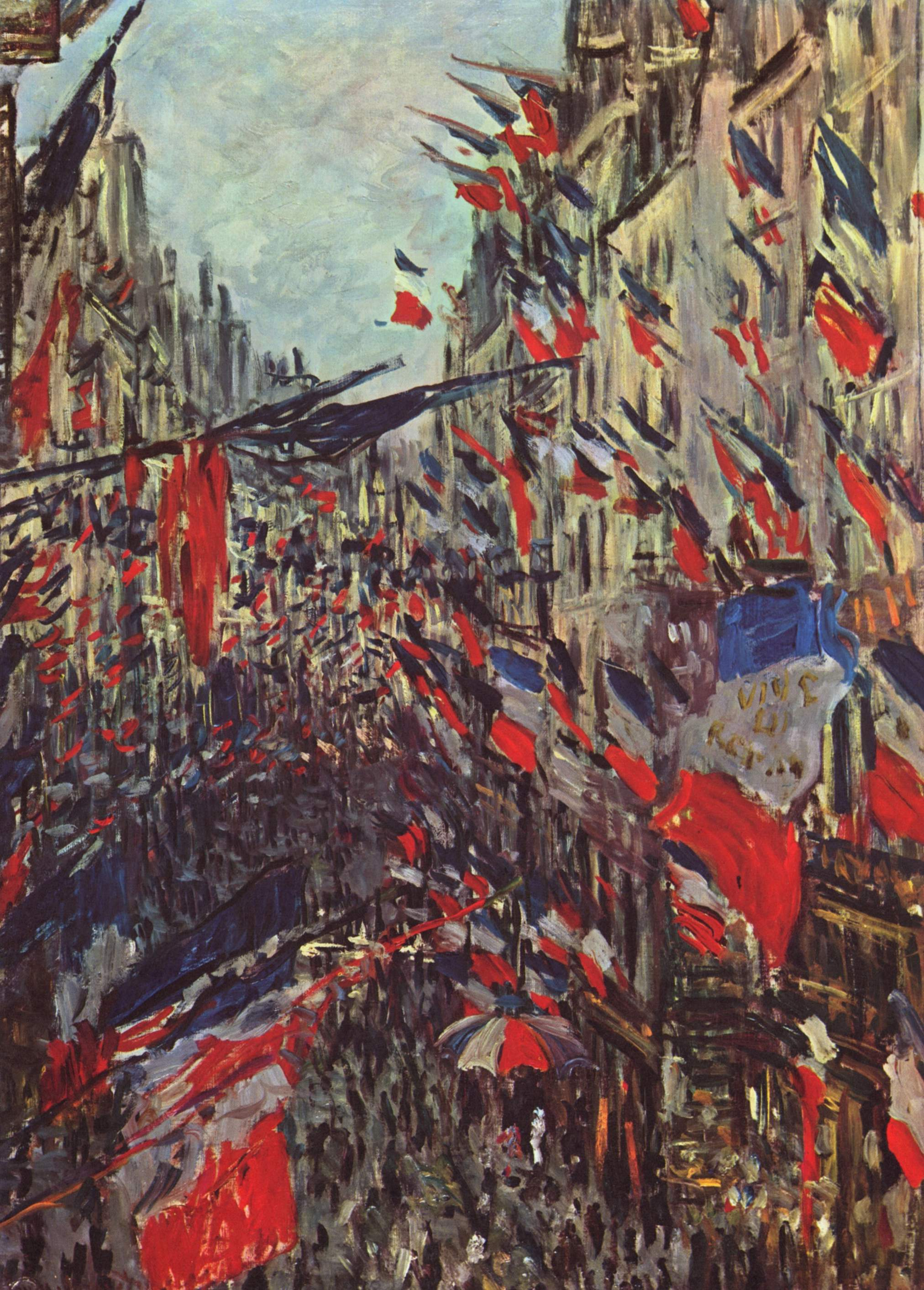
Monet, La Rue Saint-Denis, 1878.
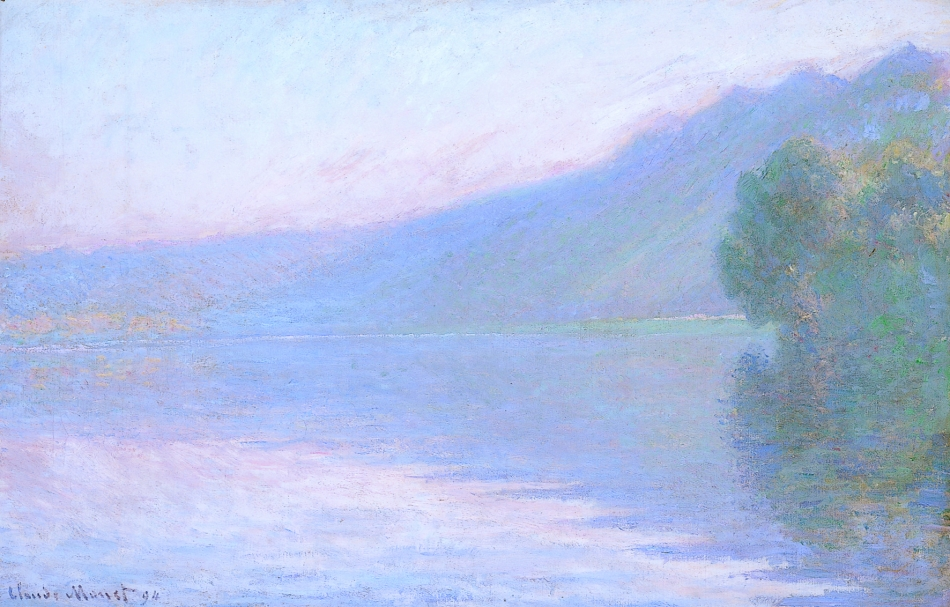
Claude Monet, La Seine à Port-Villez, 1894.
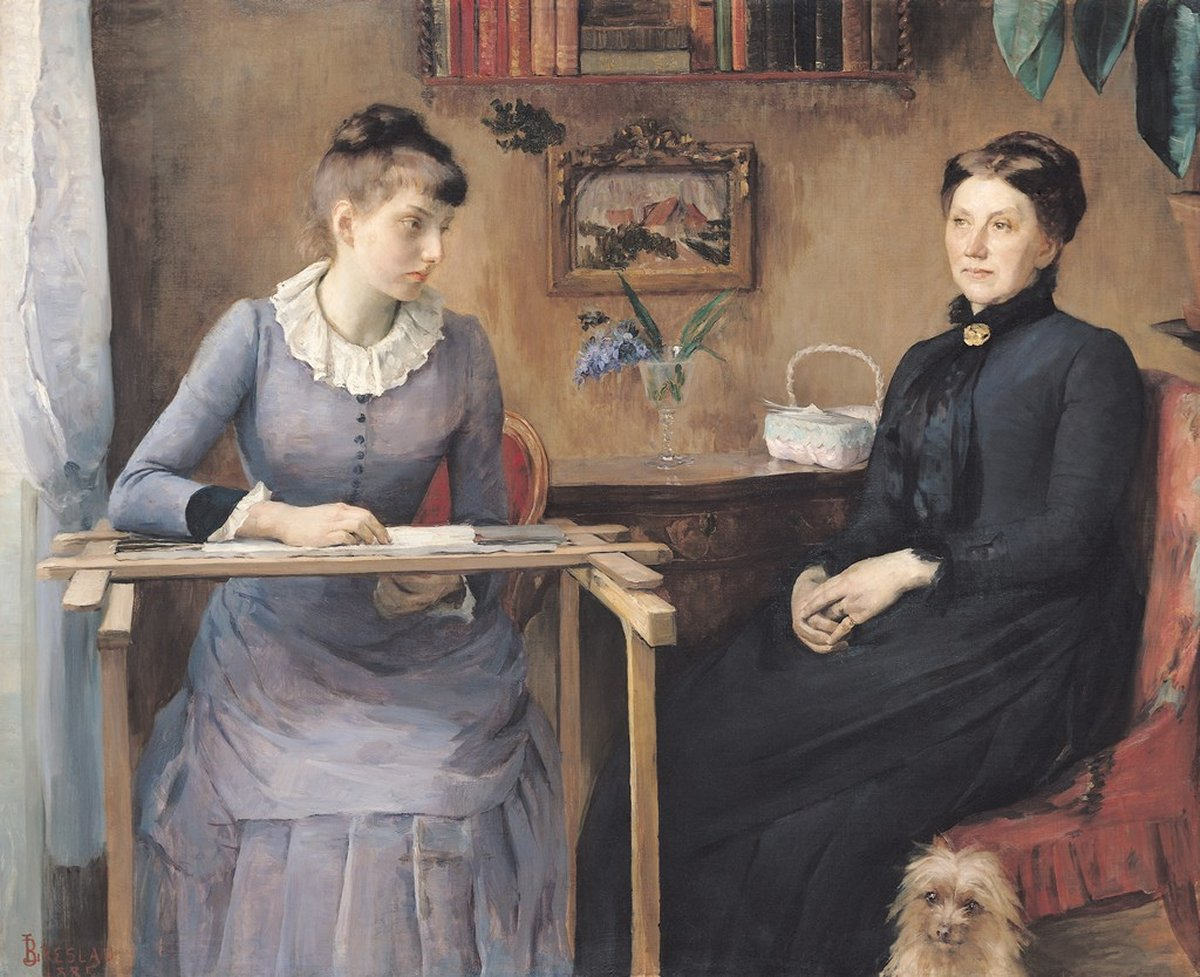
Louise Catherine Breslau, Chez soi, 1885.

#### XXesiècle
La peinture du XXe siècle est riche d'œuvres de peintres français mais également étrangers. La famille d'artiste des Duchamp est bien représentée avec des œuvres de Marcel Duchamp (La Boîte-en-valise) et Jacques Villon (9 peintures). On retrouve aussi pas moins de 8 toiles de Raoul Dufy, dont le triptyque Le Cours de la Seine. Les autres artistes présents sont notamment Jacques-Émile Blanche (importante donation de toiles dont Le groupe des six), Édouard Vuillard, Maximilien Luce, André Derain, Othon Friesz, Amedeo Modigliani (3 portraits), František Kupka, Maurice Denis, Albert Gleizes, Roger de La Fresnaye (homme assis), Jean Metzinger ainsi que Jean Dubuffet, Maria Helena Vieira da Silva, Georges Breuil ou encore Alfred Manessier. Les peintres post-impressionnistes de l'École de Rouen sont présents en nombre dans les collections : Robert Antoine Pinchon, Marcel Couchaux, Narcisse Guilbert, Maurice Louvrier, Franck Innocent, Pierre Gautiez, Christian Sauvé, etc.

XXe siècle
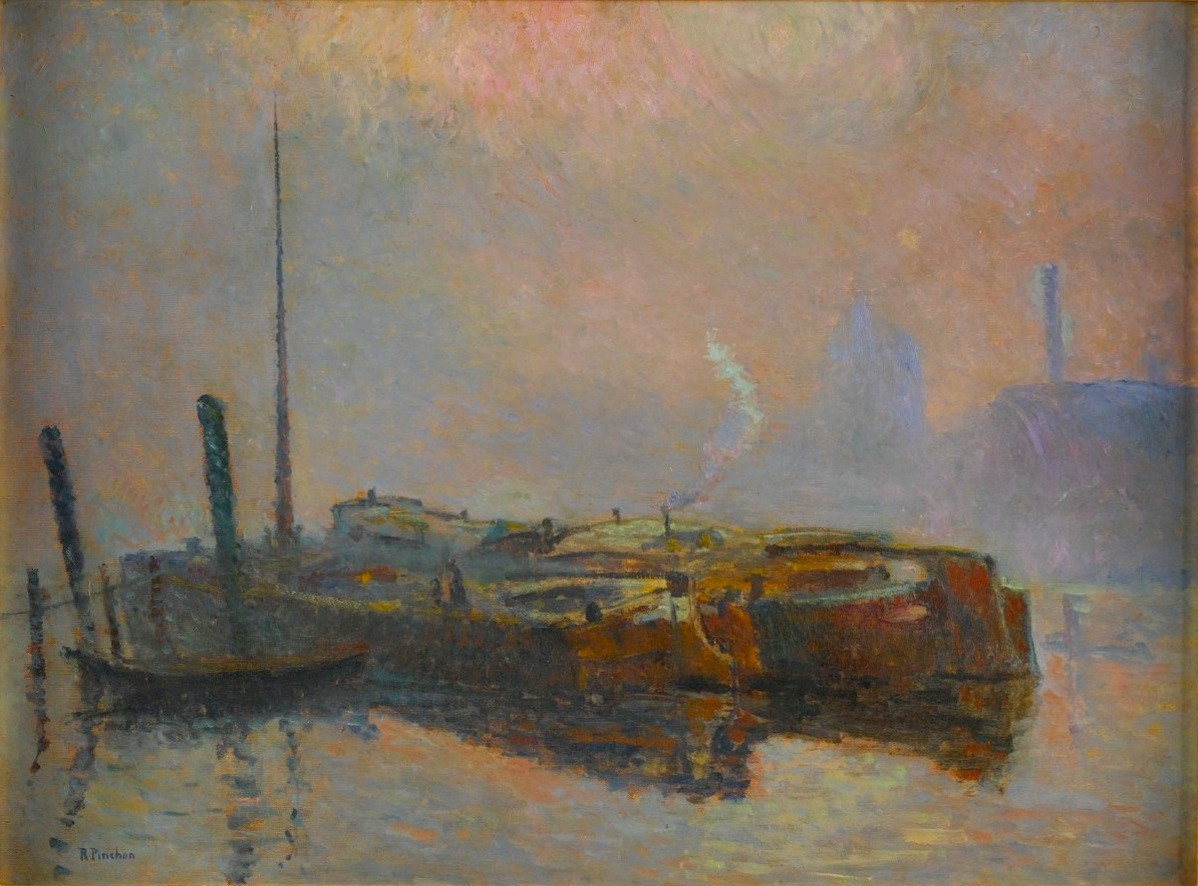
Robert Antoine Pinchon, Péniche dans la brume, 1909.
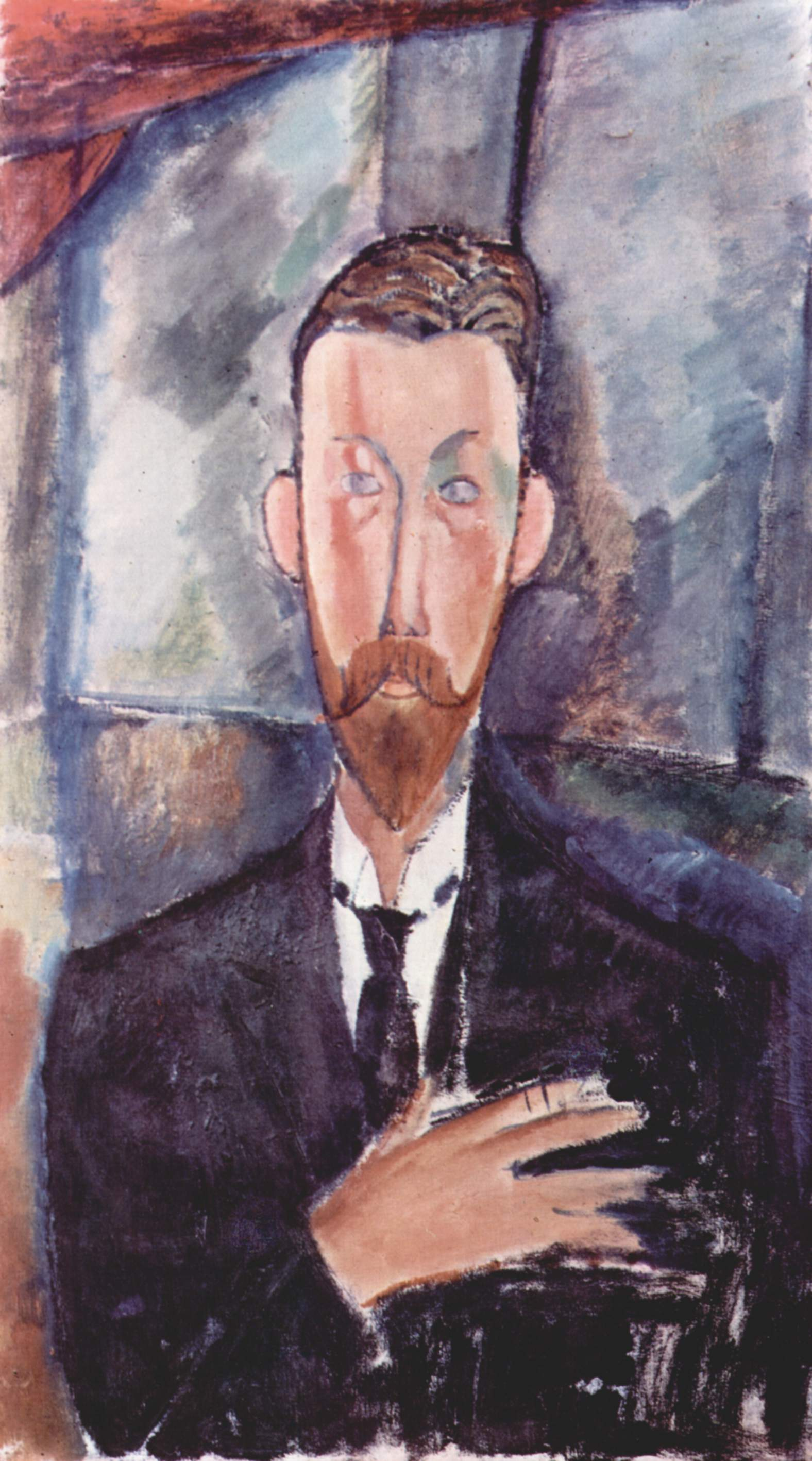
Modigliani, Paul Alexandre devant un vitrage, 1913.
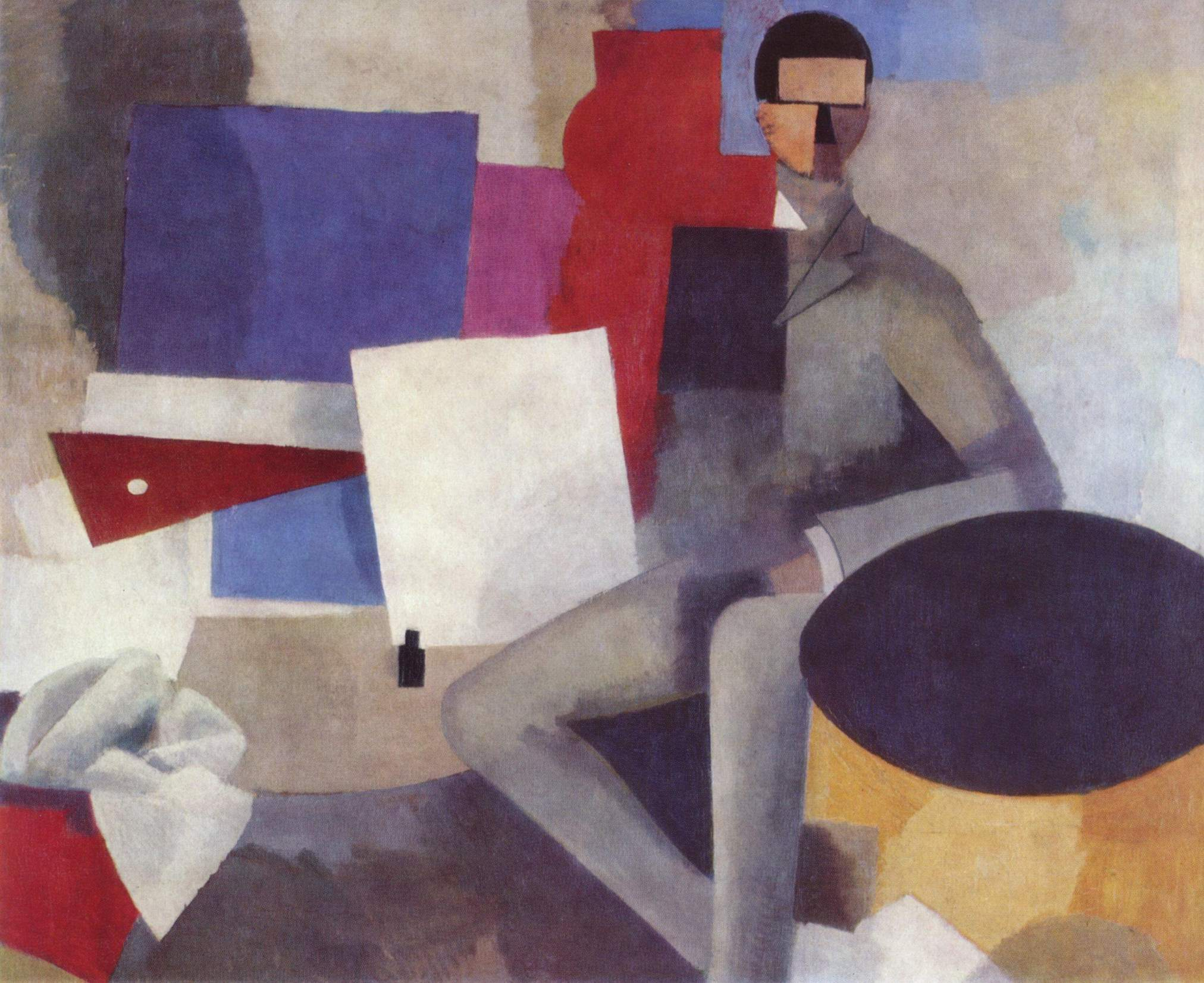
Roger de La Fresnaye, Homme assis, 1914.
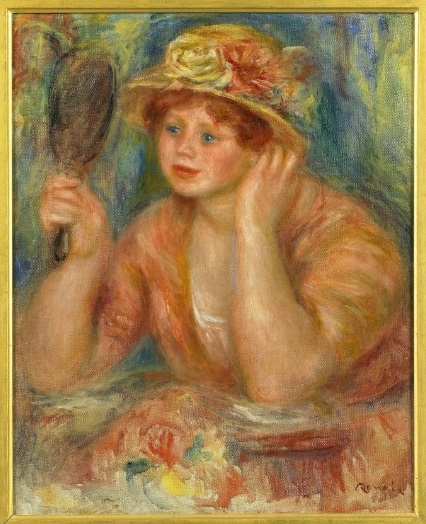
Auguste Renoir, Jeune Femme au miroir, vers 1915.
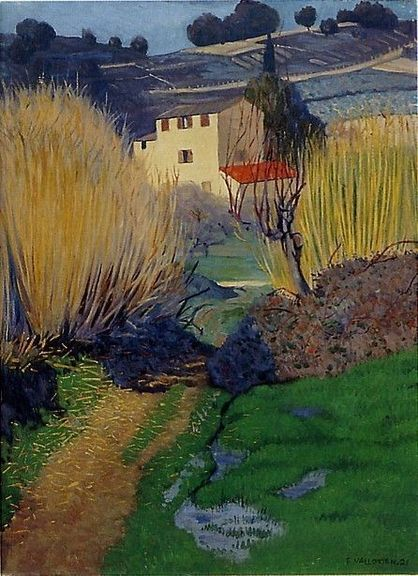
Félix Vallotton, Paysage à Cagnes, 1921.

### Autres œuvres
- La sculpture est présente avec des œuvres de Pierre Puget, Antoine Étex, Théodore Géricault, David d'Angers, Antoine Bourdelle, Raymond Duchamp-Villon, Alexandre Archipenko, Jacques Lipchitz, etc.

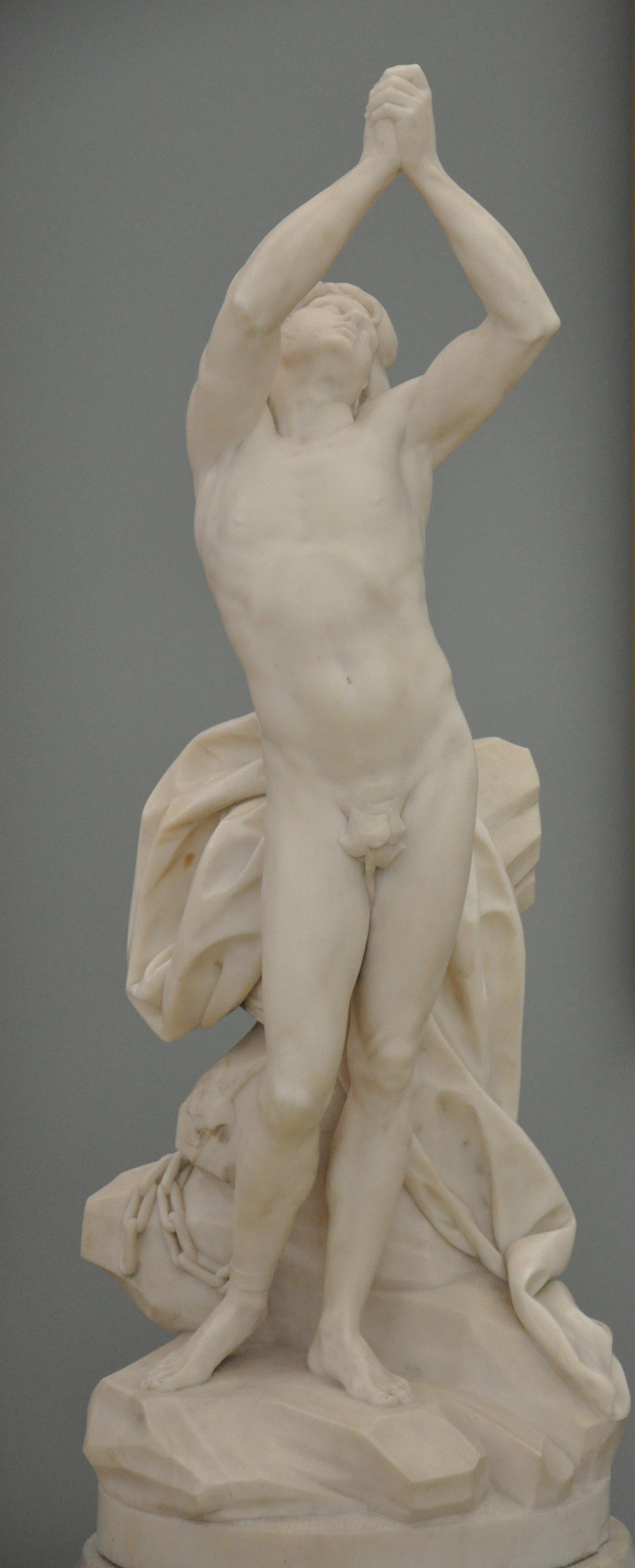
Félix Lecomte, Un esclave accablé de douleur, 1769.
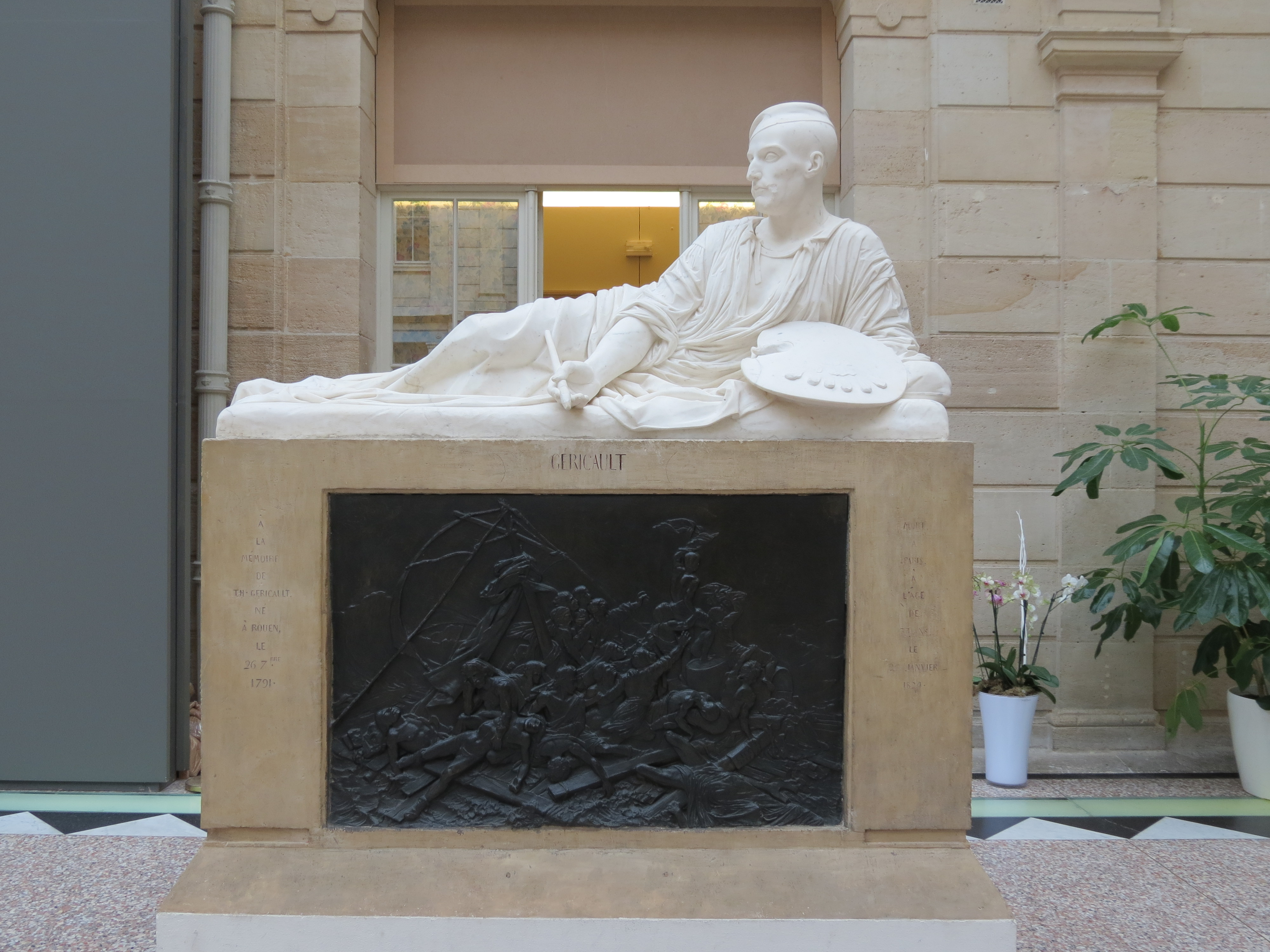
Antoine Étex, Tombeau de Théodore Géricault, Salon de 1841.
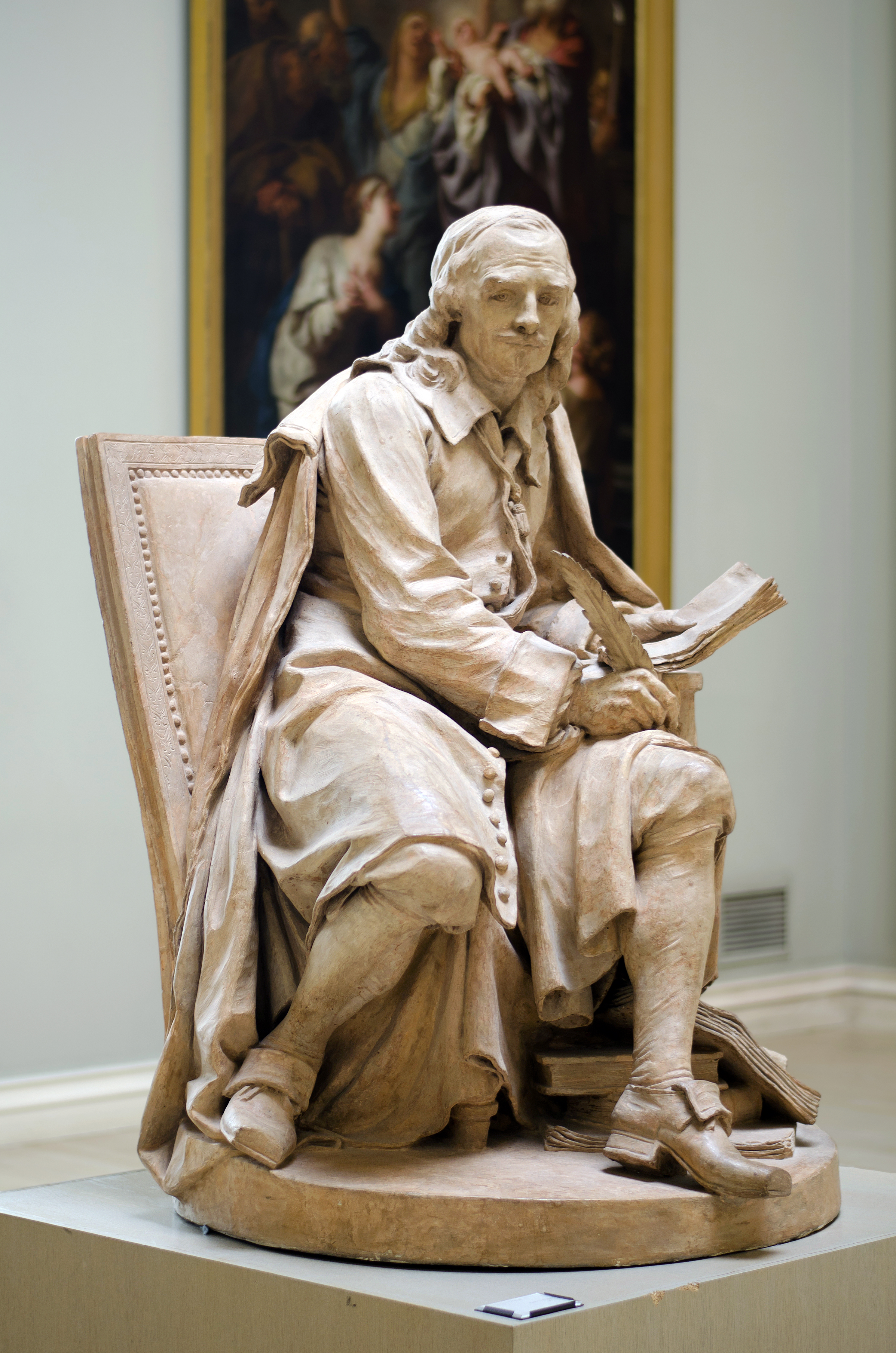
Pierre Corneille par Jean-Jacques Caffieri.
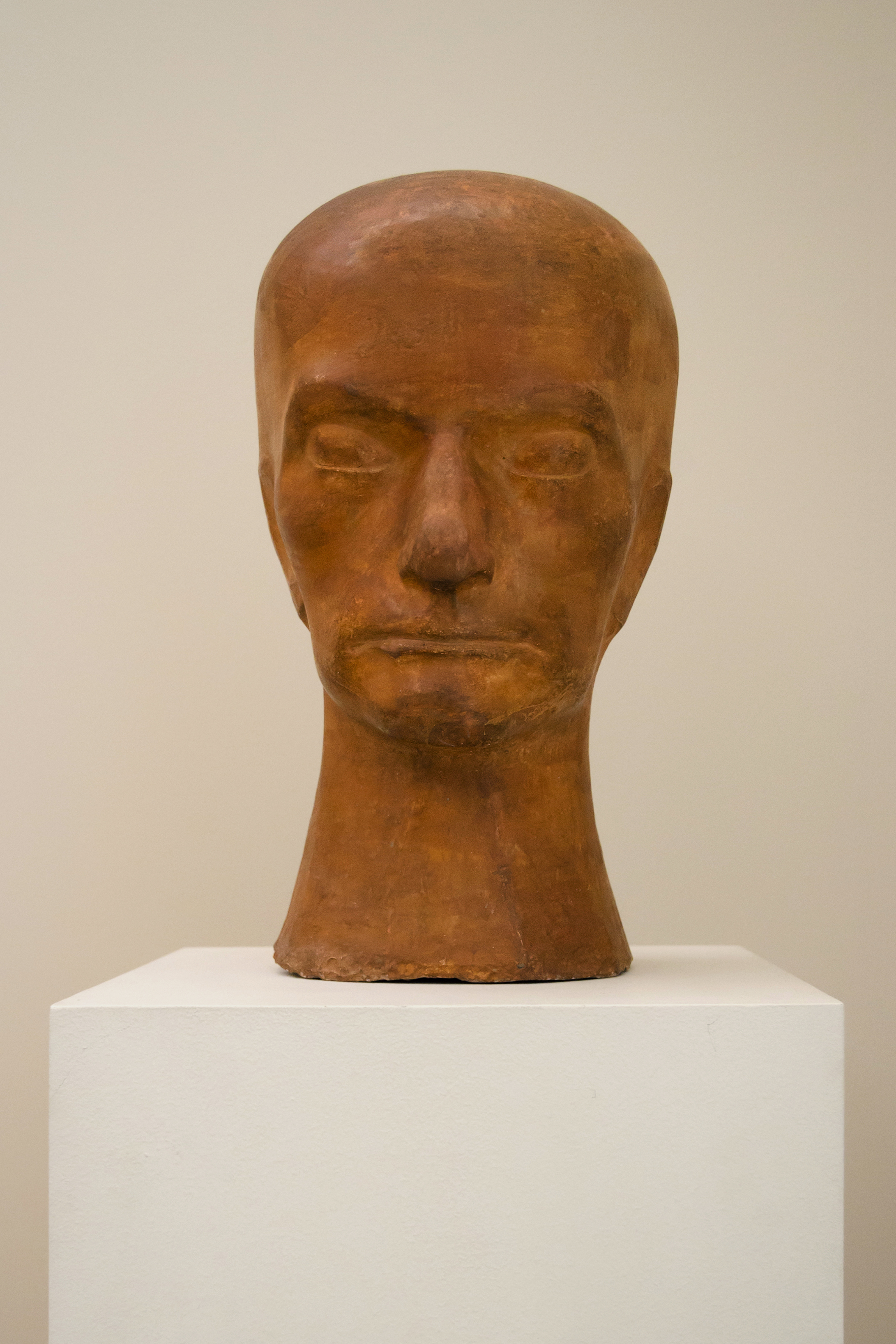
Baudelaire, Raymond Duchamp-Villon, 1912.
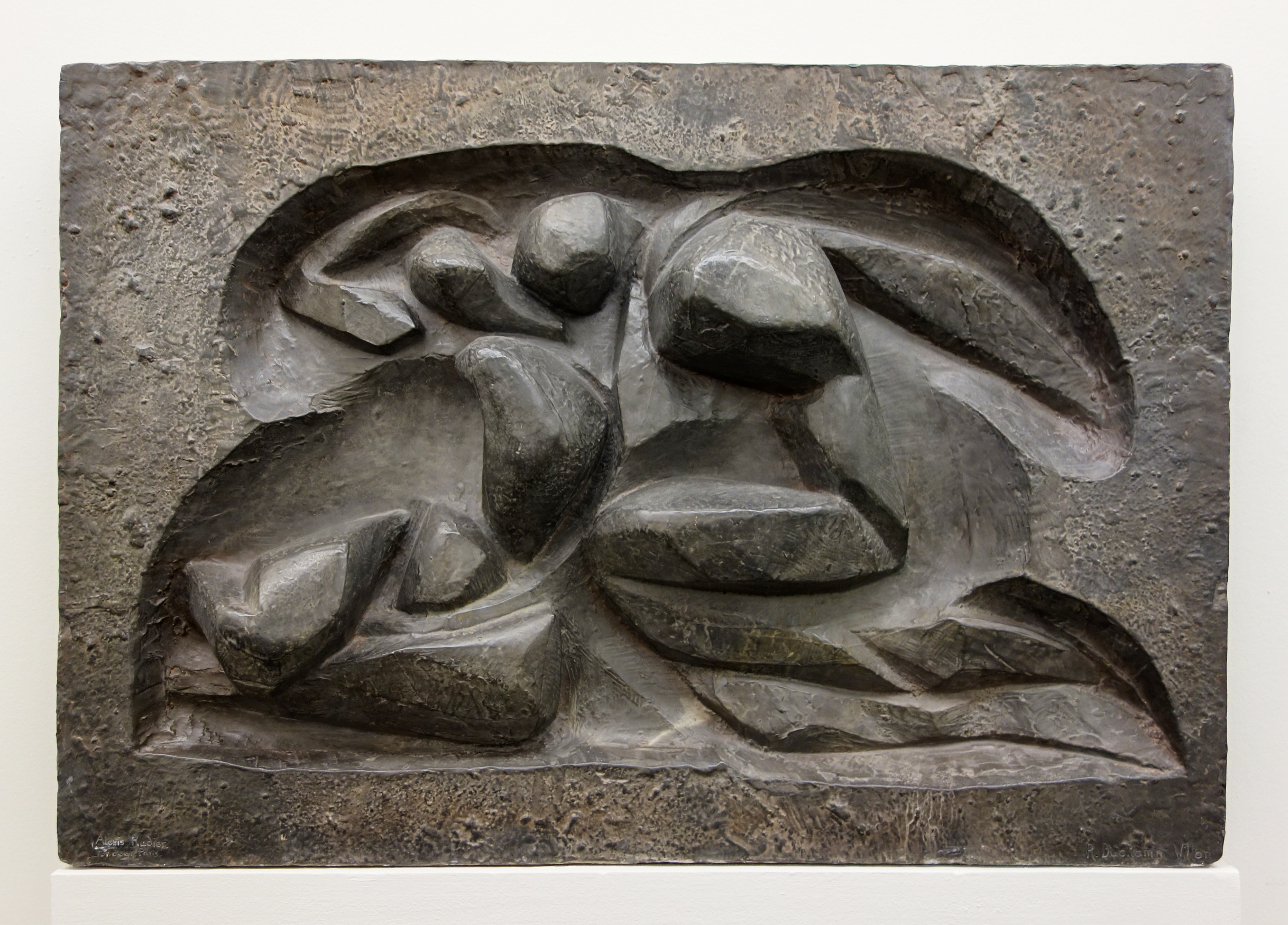
Les amants, Raymond Duchamp-Villon, 1913.

- Le cabinet d'arts graphiques est riche de plus de 8 000 pièces dont 5 000 dessins qui font sa réputation. On y trouve des dessins d'Antoine Watteau, Théodore Géricault, Eugène Delacroix, Gustave Moreau, Vouet, Tiepolo, Ingres, Degas ou encore Amedeo Modigliani.
- Parmi les objets d'art, on peut admirer une Crèche napolitaine du XVIIIe siècle ainsi qu'une maquette du XVIe siècle de l'église Saint-Maclou de Rouen et des pièces de mobilier et d'orfèvrerie.
- Le musée présente également une importante collection d'icônes russes du XVIe siècle au début du XIXe siècle.

## Expositions

### Expositions en cours ou récentes
2024
- Whistler, l'effet papillon, du 22 mai 2024 au 22 septembre 2024[12].

- David Hockney Normandism, du 22 mars 2024 au 22 septembre 2024[13].

2023
- Trois récits de Norvège, Lumières nordiques, du 14 avril au 13 août 2023.
- Accessibilité et innovations, du 26 janvier au 31 juillet 2023.

2020
- Normandie impressionniste 2020, du 11 juillet au 15 novembre 2020.

2019
- Reynold Arnould : Accrochage dans les collections du musée des Beaux-Arts de Rouen, du 15 mars au 15 septembre 2019.
- So British ! 10 chefs-d'œuvre de la collection Pinault, du 5 juin au 11 mai 2020.
- L'art du dessin, Pratiques du dessin du 16è siècle à nos jours, 8 novembre 2018 au 11 février 2019[14].

- Arts et cinéma - Les liaisons heureuses,  18 octobre 2019 au 10 février 2020[15].
- Braque, Miró, Calder, Nelson - Varengeville un atelier sur les falaises, du 5 avril au 2 septembre 2019

2017
- Boisgeloup, l'atelier normand de Picasso
- Trésors enluminés de Normandie, une (re)découverte, Décembre 2016 à Février 2017
- Une saison Picasso, 1er avril au 11 septembre 2017

### Autres manifestations
Du 26 juin au 30 septembre 2009, un spectacle monumental intitulé Les Nuits impressionnistes a été réalisé par Skertzò. Tous les soirs, 15 tableaux animés sont projetés sur la façade du musée avec pour fil conducteur l'impressionnisme. Ce spectacle a été reconduit du 1er juin au 30 septembre 2010.

## Administration

### Budget
En 2007, le budget d'acquisition s'élève à 150 000 euros par an. Le musée perçoit également quelques fonds du mécénat. Il a reçu le label musée de France.

### Fréquentation
En 2010, le musée des Beaux-Arts reçoit 298 034 visiteurs, soit le taux de fréquentation le plus élevé de son histoire. Ce pic s'explique entre autres par le succès de l'exposition « Une ville pour l'impressionnisme : Monet, Pissarro et Gauguin à Rouen ». Plus tard, en 2019, l'établissement connaît une forte croissance du nombre de ses visiteurs en profitant de l'Armada pour attirer un public plus large.
En 2020, dans un contexte marqué par la pandémie de Covid-19, le musée voit sa fréquentation diminuer significativement.
| Nombre de visiteurs par an |
| Le graphique qui aurait dû être présenté ici ne peut pas être affiché car il utilise l'ancienne extension Graph, désactivée pour des questions de sécurité. Des indications pour créer un nouveau graphique avec la nouvelle extension Chart sont disponibles ici . |

Sources des données : Ministère de la Culture

## Accès
L'entrée principale du musée des Beaux-Arts se situe sur l'esplanade Marcel-Duchamp, face au square Verdrel.
Les deux stations de tramway les plus proches du musée sont Gare-Rue Verte et Palais de Justice - Gisèle Halimi.
Le musée est accessible par l'arrêt Beaux Arts des lignes F2, F7, 11, 15 et 22.